# Oakmont (Pennsylvania)
Oakmont  è una borough degli Stati Uniti d'America, nella contea di Allegheny nello Stato della Pennsylvania. Secondo il censimento del 2000 la popolazione è di 6.911 abitanti.

## Società

### Evoluzione demografica
La composizione etnica vede una prevalenza della razza bianca (97,84%) seguita da quella afroamericana (0,90%), dati del 2000.
| borough di Oakmont Popolazione |       |
| 1900                           | 3.323 |
| 1940                           | 6.260 |
| 2000                           | 6.911 |
| Stima al 01-07-07              | 6.462 |

## Luoghi da visitare
- Il Kerr Memorial Museum, la cui struttura venne costruita nel 1898 è adibito ad un museo
- La biblioteca Carnegie costruita nel 1899.
- Il Oakmont Country Club, widely è rinomato per il suo percorso di golf
- Il ponte Jonathon Hulton Bridge venne costruito nel 1908
- Riverview Park